# Vasil Fridrich
Vasil Fridrich (* 8. května 1976 Uherské Hradiště) je český divadelní, filmový a televizní herec, moderátor a dabér.

## Životopis
Má kořeny ve Vracově, z kterého pocházel i herec Josef Somr.
Vystudoval činoherní herectví na DAMU, během studia účinkoval v Divadelním spolku Kašpar a v plzeňském Divadle J. K. Tyla. Poté získal angažmá ve Švandově divadle, v Městském divadle Kladno a pak působil dvanáct let v Městských divadlech pražských. Žije s herečkou Barborou Lukešovou a mají spolu dva syny, Šimona a Jana.
Od roku 2020 hraje zubaře Luďka Voláka v seriálu Ulice, v seriálu se objevoval i v letech 2013 až 2016 ovšem v jiné roli. V roce 2022 ztvárnil jednu z hlavních rolí, majora Ivana Pauříka, v televizní minisérii Devadesátky. Kromě divadelního, televizního a filmového herectví se věnuje dabingu a namlouvání audioknih. V Českém rozhlasu Dvojka moderuje pořady Noční mikrofórum a Blízká setkání. Taktéž je spolu s Martinou Šťastnou hlasem televizní stanice Nova Lady.

## Filmografie

### Film
| Rok  | Název                             | Role           |
| ---- | --------------------------------- | -------------- |
| 2004 | Vaterland – lovecký deník         | Max Czadsky    |
| 2010 | Kuky se vrací                     | záchranář      |
| 2010 | Hlava – ruce – srdce              | Kurtz          |
| 2014 | Hodinový manžel                   | Martin         |
| 2014 | Krásno                            | policista Láďa |
| 2015 | Kobry a užovky                    | policista      |
| 2016 | Teorie tygra                      | kriminalista   |
| 2016 | Manžel na hodinu                  | Martin         |
| 2018 | Doktor Martin: Záhada v Beskydech | terapeut       |
| 2019 | Abstinent                         | terapeut       |
| 2019 | Teroristka                        | radní          |
| 2020 | Daria                             | Kapo           |
| 2021 | Kurz manželské touhy              | Jiří Zounar    |
| 2021 | Mazel a tajemství lesa            | Čtverák        |
| 2022 | Prezidentka                       | generál        |

### Televize
| Rok       | Název                                    | Role                | Poznámky                             |
| --------- | ---------------------------------------- | ------------------- | ------------------------------------ |
| 2004      | Agentura Puzzle                          | Hubert              | díly: Přízrak a Strach               |
| 2009      | Smrť ministra                            | Jan Masaryk         | televizní film                       |
| 2010      | Přešlapy                                 | rozhodčí            | díl: „Kdy se začaly dít tyhle věci?“ |
| 2010      | Bludičky                                 | Gondík              | televizní film                       |
| 2010      | Prokletá vesnice                         |                     | televizní film                       |
| 2011      | Kriminálka Anděl                         |                     | díl: Zastavárník                     |
| 2012      | Vyprávěj                                 | Slaňochův kolega    | díl: Slaňochův smutný příběh         |
| 2013–2016 | Ulice                                    | právník             |                                      |
| 2014      | Mazalové                                 | zájemce o hrad      | 3 díly                               |
| 2015      | Vraždy v kruhu                           | trenér              | díl: Duch zákona                     |
| 2015      | Správnej dres                            | licitátor           | televizní film                       |
| 2016      | Rapl                                     | strážník            | díl: Bludný kořen                    |
| 2016      | Rapl                                     | Kopecký             | díl: Black Jack                      |
| 2016      | Rosa & Dara a jejich velká dobrodružství | průvodčí            |                                      |
| 2016–2017 | Ohnivý kuře                              |                     |                                      |
| 2017      | Svět pod hlavou                          | Pavel Kroupa        | díl: Stín kapradiny                  |
| 2017      | Polda                                    | Hynek Slánský       | díl: Čarodějky                       |
| 2017      | Temný Kraj                               | Ivan Duba           | díly: Spoutaní 1/2 a Spoutaní 2/2    |
| 2018      | Metanol                                  | kpt. Marek Hálek    | televizní film                       |
| 2018      | Specialisté                              | Jiří Daneš          | díl: Štvanice                        |
| 2018      | Profesor T.                              |                     | díl: Osudová chyba                   |
| 2018      | Dáma a Král                              |                     | díl: Lék na vraždu                   |
| 2019      | Jak si nepodělat život                   | Petr                | díl: Můj bezvadnej život             |
| 2020      | Herec                                    | ředitel Vaněk       | vedlejší role                        |
| 2020–     | Ulice                                    | Luděk Volák         |                                      |
| 2021      | Ochránce                                 | ředitel Petr Roškot | díl: Vražda vychovatelky             |
| 2021      | Hvězdy nad hlavou                        | Miloš               | vedlejší role                        |
| 2021      | Pan profesor                             | Kunovský            | díl: Boháč                           |
| 2021      | Specialisté                              | Robert Mudroch      | díly: Odplata a Děti ulice           |
| 2022      | Devadesátky                              | major Ivan Pauřík   | jedna z hlavních rolí                |
| 2022      | Guru                                     | Milan, Kamilin otec | minisérie                            |

## Divadelní role, výběr
- 2003 Martin McDonagh: Poručík z Inishmoru, Davey, Švandovo divadlo na Smíchově, režie Daniel Hrbek
- 2010 Zdeněk Jirotka: Saturnin, Leopold Janský, Divadlo ABC, režie Ondřej Havelka[8]
- 2012 Květa Legátová, Věra Mašková: Želary, Joza, Divadlo Rokoko, režie Pavel Khek[9]
- 2015 Ronald Harwood: Na miskách vah, Steve Arnold, Divadlo ABC, režie Pavel Khek[10]
- 2018 Florian Zeller: Pravda, Paul, Divadlo Na Fidlovačce, režie Mikoláš Tyc
- 2019 Tomáš Svoboda: Srnky, Petr (dirigent), Divadlo Na Fidlovačce, režie Tomáš Svoboda
- 2021 Ester Krumbachová, Ivana Uhlířová: Vražda ing. Čerta, Ing. Bohuslav Čert, Studio Hrdinů, režie Ivana Uhlířová[11]
- 2021 Tracy Letts: Linda Vista, Wheeler, Činoherní klub, režie Ondřej Sokol[12]